# Torrefeta i Florejacs
Torrefeta i Florejacs là một đô thị trong tỉnh Lérida, cộng đồng tự trị Catalonia Tây Ban Nha. Đô thị Torrefeta i Florejacs có diện tích là 88,9 ki-lô-mét vuông, dân số năm 2009 là 617 người với mật độ 6,94 người/km². Đô thị Torrefeta i Florejacs có cự ly km so với tỉnh lỵ Lérida.